# Kościół Matki Boskiej Bolesnej w Gdyni
Kościół Matki Boskiej Bolesnej w Gdyni – kościół rzymskokatolicki znajdujący się w gdyńskiej dzielnicy Orłowo przy ulicy ks. Stanisława Zawackiego. Należy do dekanatu Gdynia Orłowo w archidiecezji gdańskiej.

## Opis
Prezbiterium pochodzi z XVII wieku. Po pożarze w 2 połowie XVIII wieku zostało odbudowane. Wewnątrz znajduje się zabytkowa ambona z XVII wieku. Dawniej kościół ewangelicki, od 1945 katolicki. W roku 1949 kościół został rozbudowany przez ówczesnego proboszcza ks. Kwiatkowskiego. W roku 1952 został powiększony cmentarz, a w roku 1955 została dobudowana wieża. Kościół otrzymał wtedy dwa nowe, drewniane ołtarze: dwa boczne i jeden główny. Obecnie stary ołtarz główny został zastąpiony marmurowym i znajduje się w kaplicy pod wieżą. W wieży znajdują się trzy dzwony: dwa z 1987 odlane w Węgrowie i jeden z 2008 odlany w Taciszowie. Prócz nich w kaplicy pod wieżą znajduje się jeszcze jeden dzwon o imieniu Izajasz, pochodzący z czasów, gdy kościół był w rękach ewangelików.

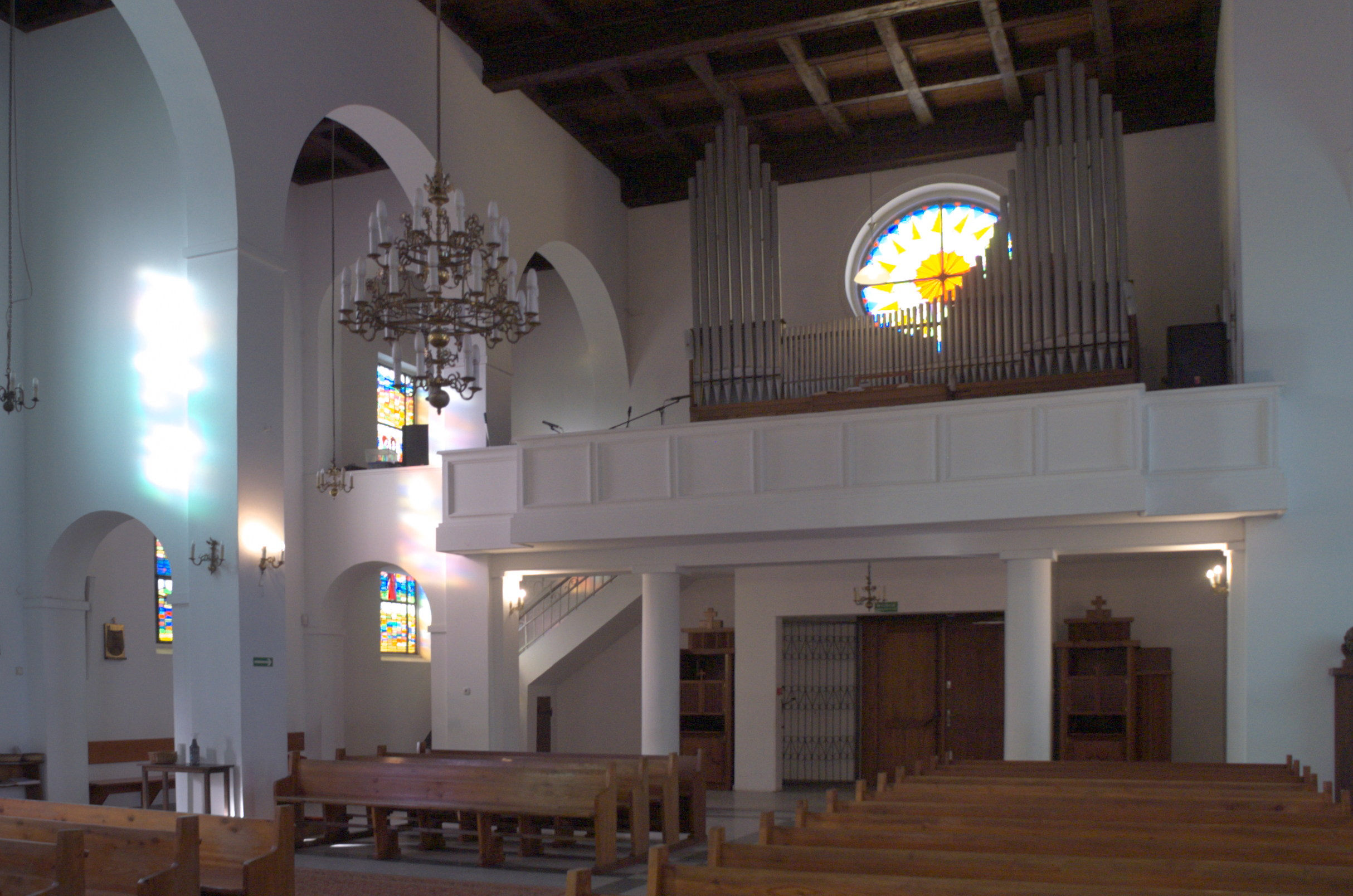

Dekretem biskupim z dnia 1 lipca 2019 arcybiskupa Sławoja Leszka Głódzia – Metropolity Gdańskiego – kościół został mianowany siedzibą dekanatu, a jej proboszcz dziekanem.